# Harriette Chick
Harriette Chick (6 janvier 1875 - 9 juillet 1977) est une microbiologiste britannique, spécialiste des protéines et nutritionniste. Elle est surtout connue pour avoir démontré les rôles de la lumière du soleil et de l'huile de foie de morue dans la prévention du rachitisme.

## Biographie
Elle est née à Londres, en Angleterre, cinquième enfant de sept filles et quatre fils de Samuel Chick et Emma Hooley, une famille méthodiste. Son père possède une propriété et vend de la dentelle. Les enfants Chick sont élevés strictement sans frivolités et assistent régulièrement aux prières familiales. Les sept filles fréquentent la Notting Hill High School, une école de filles considérée comme exceptionnelle pour son enseignement des sciences . Par la suite, six des sœurs, dont Harriette, continuent à étudier pour obtenir des diplômes universitaires. Une autre d'entre elles, Frances Wood, devient une remarquable statisticienne. Harriette est inscrite au Bedford College puis en tant qu'étudiante en sciences à l'University College de Londres en 1894, puis obtient son doctorat en bactériologie dans la même université.
Elle est décédée à Cambridge, en Angleterre, en 1977, à l'âge de 102 ans.

## Travaux

### Premières recherches
Au cours des années 1898-1901, un prix de la Commission royale pour l'exposition de 1851 lui permet d'entreprendre des recherches avec le professeur Max von Gruber à l'Institut d'hygiène de Vienne et avec le professeur Rubert Boyce à l'University College de Liverpool. En 1902, elle est nommée assistante du Dr AC Houston, bactériologiste en chef de la Commission royale sur l'évacuation des eaux usées . En 1903, elle retourne travailler avec Gruber après son déménagement à Munich en 1902. En 1904, elle obtient un DSc de l'Université de Londres pour ses travaux sur les algues vertes dans les eaux polluées. En 1905, à la suggestion de Charles Scott Sherrington, elle postule pour la bourse de recherche Jenner Memorial au Lister Institute. Sa candidature soulève un certain nombre d'objections car aucune femme n'a reçu la bourse auparavant. Sa relation avec le Lister dure longtemps. Employée jusqu'en 1945 à l'institut, elle en est par la suite membre honoraire pendant 25 ans.

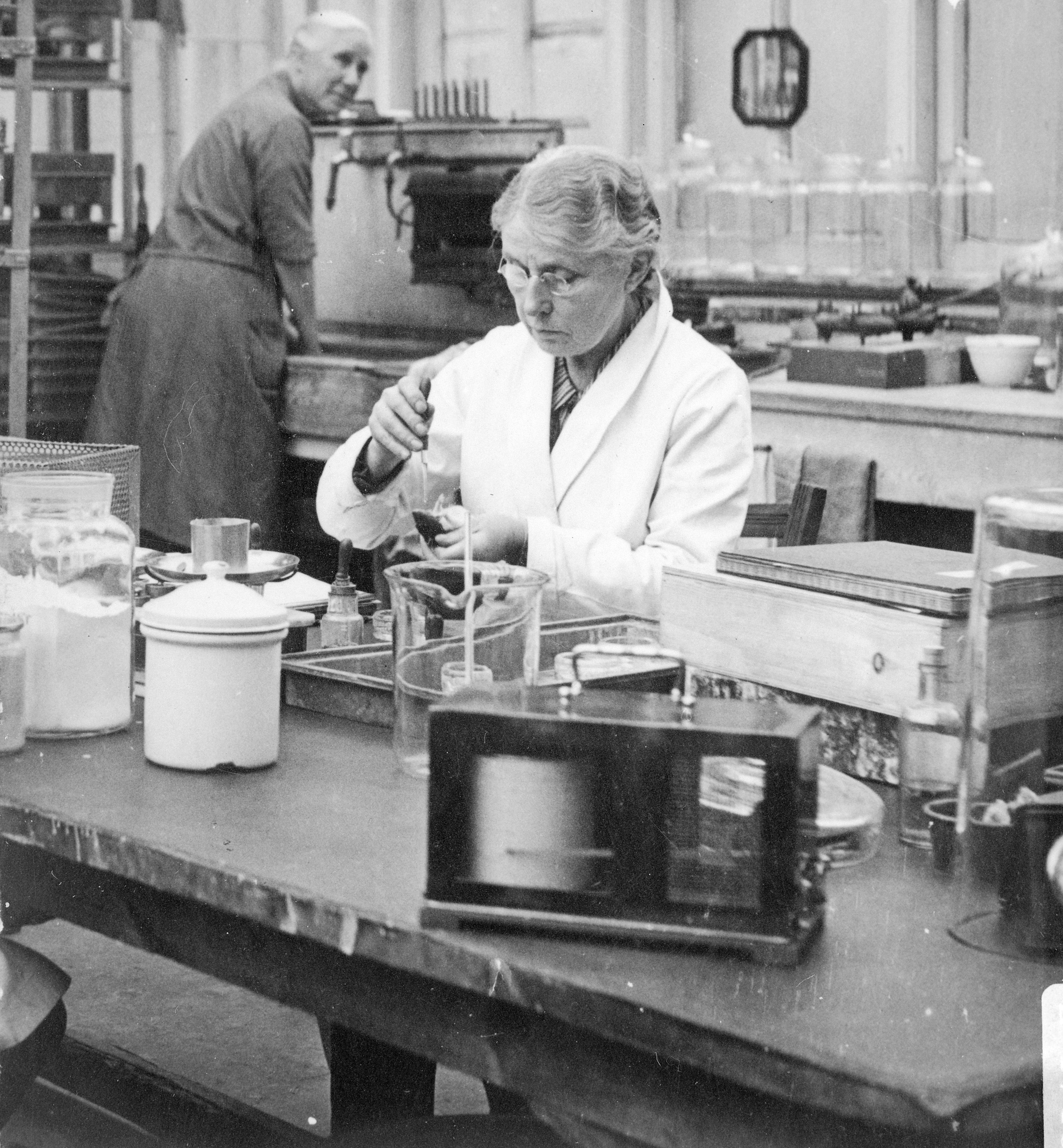
Harriette Chick dans une véranda pour animaux à Roebuck House

Le directeur de l'Institut Chick and Lister, Charles James Martin, découvre que le processus de dénaturation des protéines est distinct de la coagulation (ou floculation) des protéines, commençant la compréhension moderne du repliement des protéines. Elle est connue pour avoir formulé la loi de Chick en 1908, donnant la relation entre l'efficacité de destruction des organismes et le temps de contact avec un désinfectant. La loi de Chick est ensuite modifiée par HE Watson en 1908 pour inclure le coefficient de létalité spécifique. L'équation de Chick-Watson est toujours utilisée. Un nouveau test d'efficacité des désinfectants, plus réaliste à l'époque, le test de Chick-Martin, est également imaginé et porte le nom des deux collaborateurs.
En 1909, Chick est cosignataire d'une lettre au journal The Times d'un groupe de femmes diplômées de l'Université de Londres les appelant à être autorisées à voter pour le député élu par leur université. En 1913, elle est l'une des trois premières femmes à être admise à la Biochemical Society à la suite de son changement de nom et du changement de politique sur l'admission des femmes.

### Travail à l'Institut Lister
En 1915, elle se rend brièvement au Lister Institute d'Elstree pour tester et embouteiller l'antitoxine tétanique pour l'armée et développer les premiers désinfectants destinés à des micro-organismes spécifiques. Elle retourne cependant au bâtiment de Chelsea pour préparer des sérums agglutinants pour le diagnostic de la typhoïde et des maladies apparentées chez les troupes. Par la suite, cependant, elle commence des études sur la correction des carences nutritionnelles dans les régimes alimentaires en temps de guerre de la population indigène et des forces d'outre-mer. Au départ, il s'agit d'enquêtes sur la capacité de divers aliments à lutter contre le scorbut et le béribéri. En 1919, avec le Dr Elsie Dalyell, elle dirige une équipe, comprenant Margaret Hume et Hannah Henderson Smith, du Lister Institute et du Medical Research Council (Royaume-Uni) pour étudier la relation entre la nutrition et les maladies osseuses infantiles dans l'après-guerre. Ils découvrent le facteur nutritionnel à l'origine du rachitisme et prouvent que les vitamines liposolubles présentes dans l'huile de foie de morue, ou l'exposition à la lumière ultraviolette, peuvent guérir et prévenir le rachitisme chez les enfants,.
Chick est nommée chef d'une nouvelle section de nutrition à l'Institut Lister et poursuit ses recherches sur le rachitisme et, en plus, la pellagre. Le département est transféré à la maison de Cambridge du directeur de Lister, CJ Martin, pendant la Seconde Guerre mondiale.

## Récompenses
Elle est secrétaire du comité de la section de la santé de la Société des Nations sur les bases physiologiques de la nutrition de 1934 à 1937. En 1941, elle est membre fondatrice de la Nutrition Society, dont elle est présidente de 1956 à 1959. Elle est nommée CBE en 1932, puis Dame de l'Empire britannique en 1949. En 1960, elle reçoit une bourse honoraire de la Royal Society of Medicine. En 1918, elle est élue à la Physiological Society. Elle est secrétaire du Comité des facteurs alimentaires accessoires du Conseil de recherches médicales de 1918 à 1945.